# Fondo de capitalización
Un fondo de capitalización  es un tipo de fondo de inversión en el que no hay un reparto periódico de los beneficios, sino que éstos se reinvierten en el patrimonio del fondo, incrementando así la participación de cada miembro. Los fondos de capitalización están integrados por las aportaciones y los resultados de las inversiones atribuibles a ellas, deducidos los gastos que le son imputables. Estos fondos predominan en España debido a su tratamiento fiscal favorable.
- Datos: Q5863591